# Descompunere

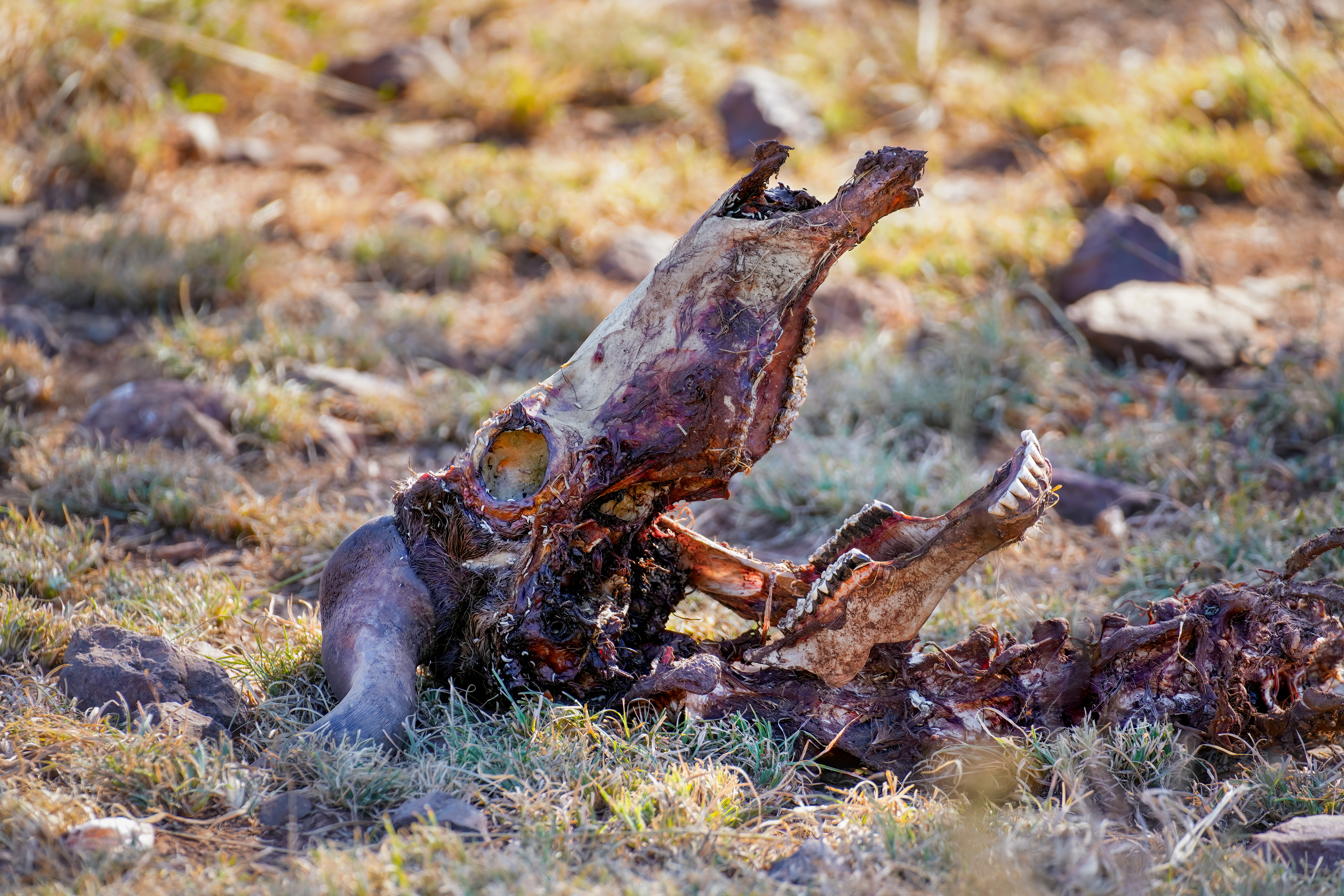
Craniu de bivol african în descompunere în Parcul Național Serengeti, Tanzania

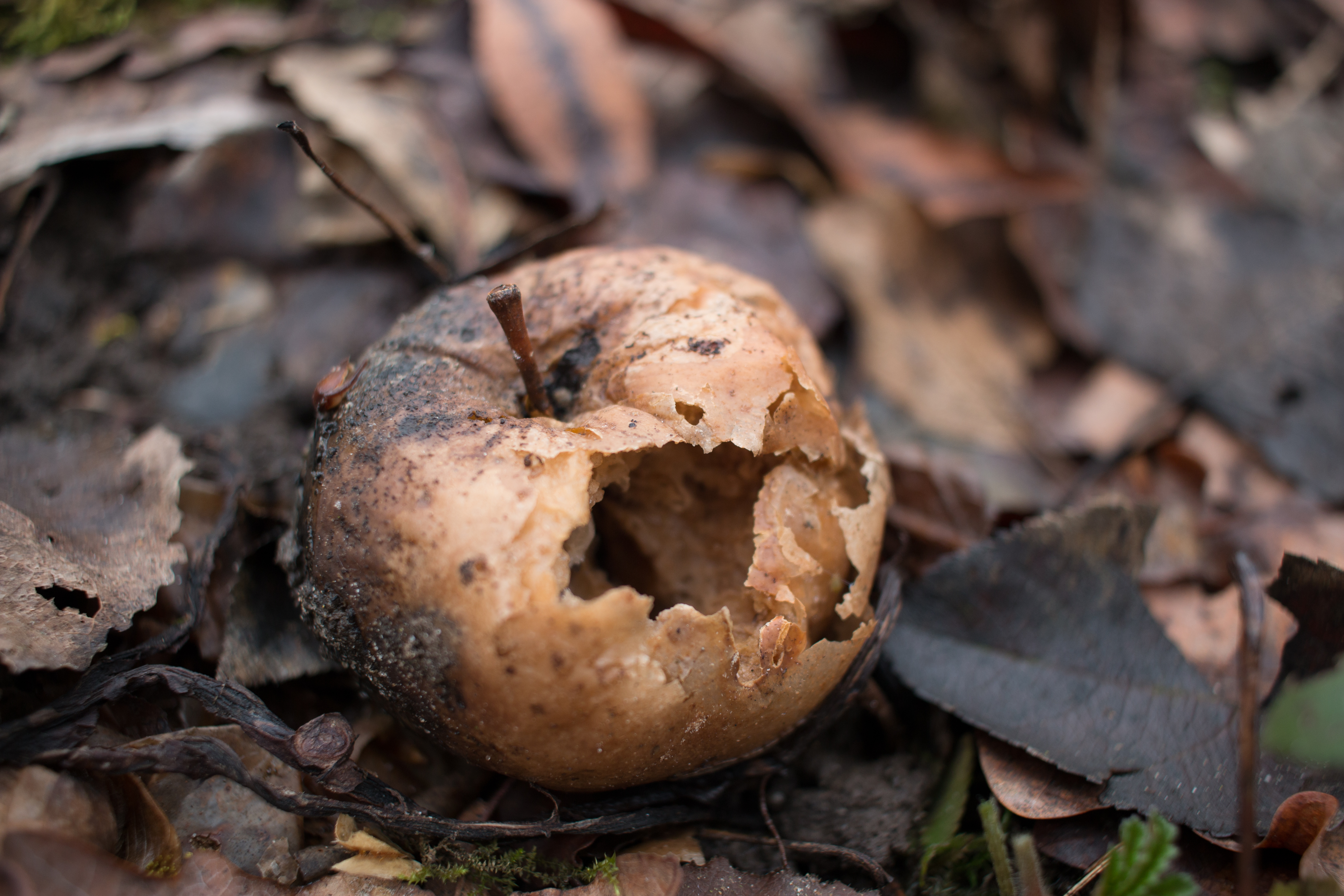
Un măr putred după ce a căzut dintr-un copac

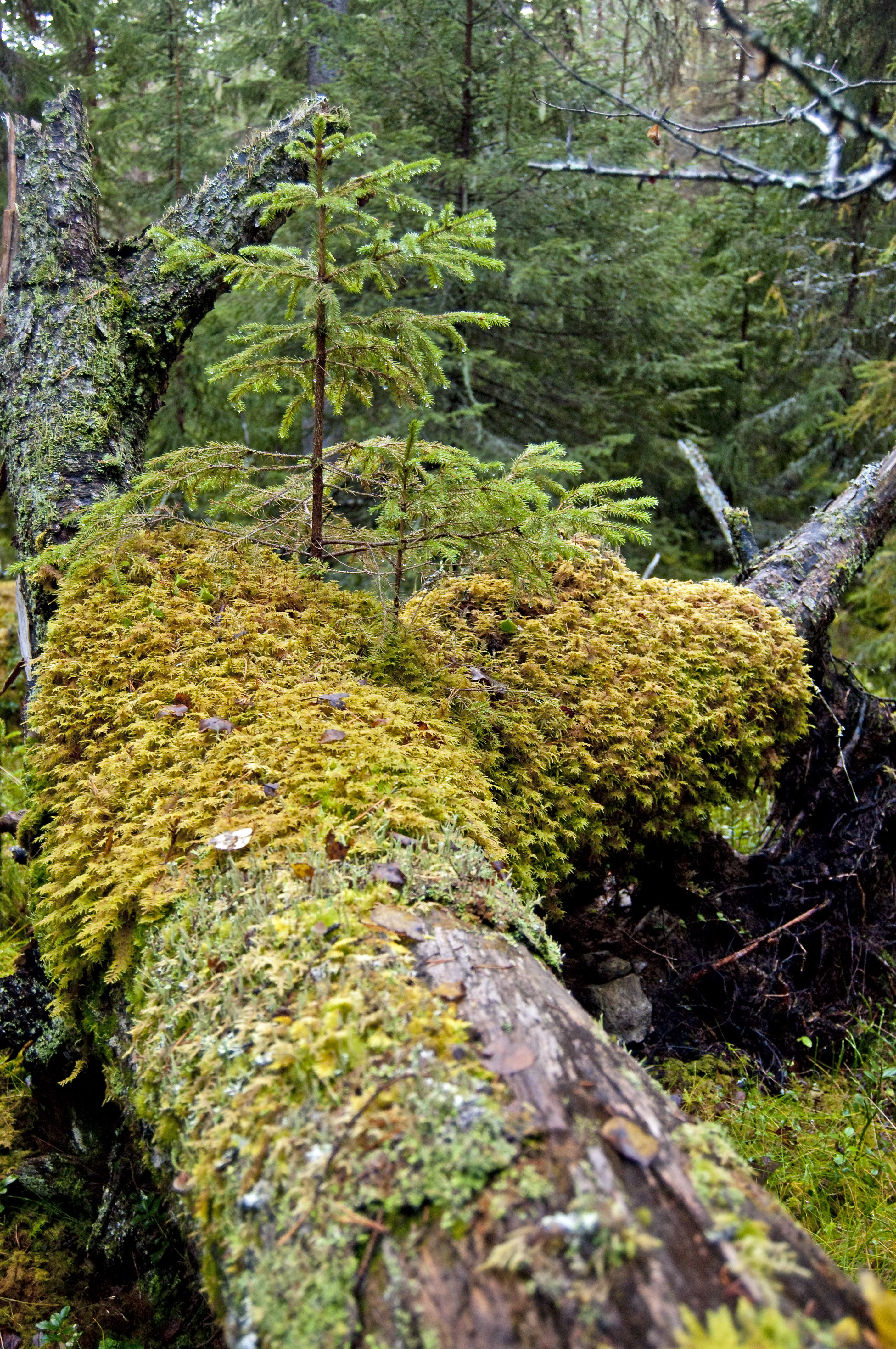
Buștean căzut în descompunere într-o pădure

Descompunerea sau putrezirea este procesul prin care substanțele organice moarte sunt degradate în materie organică și anorganică mai simplă, cum ar fi dioxidul de carbon, apă, zaharuri simple și săruri minerale. Acest proces face parte din ciclul nutrienților și este esențial pentru reciclarea materiei în biosferă. Cadavrele organismelor vii încep să se descompună la scurt timp după moarte. Organismele care facilitează acest proces sunt cunoscute sub numele de descompunători sau detritivori. Deși diferite organisme se descompun în moduri variate, toate trec prin aceleași etape secvențiale de descompunere. Știința care studiază descompunerea este denumită tafonomie, un termen derivat din cuvântul grecesc taphos, care înseamnă mormânt. Descompunerea poate fi, de asemenea, un proces gradual pentru organisme care au perioade extinse de inactivitate.
Se poate distinge între descompunerea abiotică și descompunerea biotică (biodegradare). Prima se referă la degradarea unei substanțe prin procese chimice sau fizice, cum ar fi hidroliza, iar cea de-a doua se referă la descompunerea metabolică a materialelor în componente mai simple de către organismele vii, de obicei de către microorganisme.

## Descompunerea animalelor

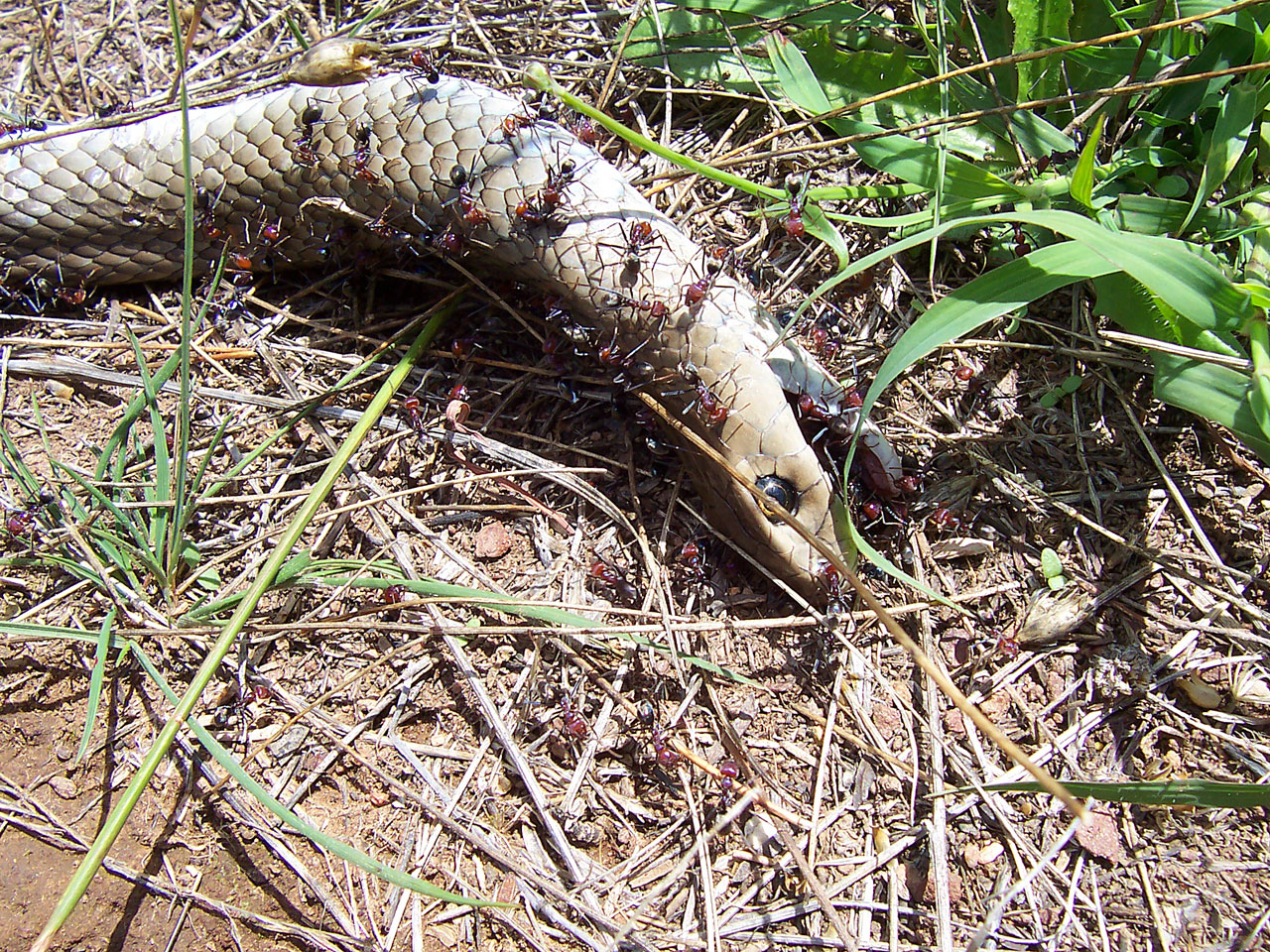
Furnici mănâncând un șarpe mort

Descompunerea începe în momentul morții, prin doi factori principali: autoliza, descompunerea țesuturilor de către substanțele chimice și enzimele interne ale corpului, și putrefacția, care implică descompunerea țesuturilor de către bacterii. Aceste procese eliberează compuși precum cadaverina și putresceina, care contribuie la mirosul caracteristic al țesutului animal în descompunere.
Principalele organisme implicate în descompunere sunt bacteriile și fungii, dar alte animale, cum ar fi insectele, acarienii și vertebratele, joacă de asemenea un rol important, în special atunci când cadavrul este accesibil. Animalele din sol, cum ar fi râmele, sunt considerate reglatori cheie ai descompunerii la scară locală, deși rolul lor la scară mai mare rămâne subiect de cercetare. Cele mai importante artropode implicate în proces includ gândacii gropari, acarienii, muștele de carne (Sarcophagidae) și muștele verzi (Calliphoridae), care sunt frecvente vara. În America de Nord, animalele non-insecte care contribuie la descompunere includ mamiferele și păsările de pradă, cum ar fi coioții, câinii, lupii, vulpile, șobolanii, corbii și vulturii. Aceste animale nu doar că îndepărtează cadavrele, dar pot, de asemenea, să disperseze oasele, pe care le ingerează ulterior. În mediile acvatice și marine, agenții de descompunere includ bacterii, pești, crustacee, larve de muște și alți necrofagi.

### Etapele descompunerii
Procesul de descompunere la animalele vertebrate este de obicei descris prin cinci etape principale: proaspăt, balonare, descompunere activă, descompunere avansată și uscat/rămășițe. Etapele descompunerii sunt legate de două procese chimice esențiale: autoliza și putrefacția. Aceste procese contribuie la descompunerea principalelor componente ale corpului. După moarte, microbiomul organismului se degradează și este înlocuit de un necrobiom, care suferă schimbări previzibile în timp.

#### Proaspăt
Pentru animalele cu inimă, etapa proaspătă începe imediat după ce inima încetează să mai bată. După moarte, corpul începe să se adapteze termic la temperatura mediului, proces cunoscut ca algor mortis. După trei până la șase ore, mușchii devin rigizi, fenomen numit rigor mortis. De asemenea, sângele se acumulează în părțile corpului influențate de gravitație, provocând o decolorare purpurie numită livor mortis sau lividitate, care variază în funcție de poziția corpului.
După oprirea inimii, oxigenul nu mai circulă, iar nivelul pH-ului scade, provocând distrugerea structurii celulare și eliberarea enzimelor care inițiază autoliza, procesul de descompunere celulară.

#### Balonare
Etapa de balonare este primul semn vizibil al proliferării microbiene. Microorganismele anaerobe descompun țesuturile în gaze (hidrogen sulfurat, dioxid de carbon, metan), care umflă cavitățile corpului, provocând distensia abdomenului. Lichidele spumoase rezultate sunt eliminate prin orificiile naturale, iar gazele acumulate în piele creează un aspect marmorat. Viermii de insecte colonizează rapid corpul și încep să consume țesuturile moi.

#### Descompunere activă
Descompunerea activă este caracterizată de cea mai mare pierdere de masă, cauzată atât de hrănirea intensă a larvelor, cât și de eliminarea lichidelor de descompunere în mediul înconjurător, care formează o zonă de descompunere numită insula de descompunere a cadavrului (CDI). Acest proces este însoțit de mirosuri puternice și persistente. Spre finalul acestei etape, larvele migrează departe de corp pentru a se transforma în pupe.

#### Descompunere avansată
În această etapă, descompunerea este încetinită din cauza consumului de material organic. Activitatea insectelor este, de asemenea, redusă în această etapă. Activitatea insectelor se reduce, iar vegetația in zona CDI este de obicei afectată. CDI înregistrează creșteri de nuțrienți în sol, inclusiv azot, fosfor, potasiu, și alte minerale esențiale, ceea ce modifică pH-ul și contribuie la regenerarea vegetației din zonă.

#### Uscat/rămășițe
Ultima etapă este caracterizată printr-o recuperare graduală a ecosistemului din zona CDI. Rămășițele sunt reprezentate de fragmente de piele uscată, cartilaj și oase, care pot deveni decolorate și fragile în urma expunerii la mediu. Dacă țesuturile moi au fost complet îndepărtate, rămășițele sunt scheletizate.

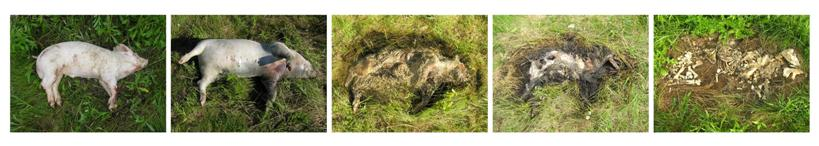
Cadavrul unui porc în diferitele etape de descompunere: proaspăt, balonare, descompunere activă, descompunere avansată și rămășițe uscate.

## Factorii care afectează descompunerea corpurilor

### Expunerea la elemente
Un cadavru expus la elemente deschise, cum ar fi apa și aerul, se descompune mai rapid și atrage mai multă activitate din partea insectelor decât un corp îngropat sau protejat de echipamente speciale. Acest lucru se datorează numărului limitat de insecte care pot pătrunde în sol și temperaturilor mai scăzute de sub pământ.
Viteza și modul de descompunere a unui corp animal depind de mai mulți factori, dintre care cei mai importanți sunt:
- Temperatura
- Disponibilitatea oxigenului
- Îmbălsămarea anterioară
- Cauza morții
- Înmormântarea, adâncimea îngropării și tipul de sol
- Accesul necrofagilor
- Traume (răni, lovituri)
- Umiditatea și precipitațiile
- Dimensiunea și greutatea corpului
- Compoziția și îmbrăcămintea corpului
- Suprafața pe care se află corpul
- Conținutul tractului digestiv al specimenului.

Temperatura influențează rata de descompunere: temperaturile mai ridicate accelerează descompunerea, iar cele mai scăzute o încetinesc. Un cadavru uscat nu se descompune eficient, iar prea multă umezeală poate crea condiții anaerobe care încetinesc procesul.
Conform legii lui Casper, atunci când există acces liber la aer, un cadavru se descompune de două ori mai repede decât dacă este scufundat în apă și de opt ori mai repede decât dacă este îngropat.
Accesibilitatea corpului pentru insecte este esențială pentru descompunere. În zonele tropicale, insectele pot reduce un cadavru complet la oase în doar două săptămâni. Acizii din sol pot degrada oasele, așa cum s-a observat la epava Titanicului, unde lipsa rămășițelor umane s-ar putea datora acidității solului.

### Anaerob vs aerob
Descompunerea aerobă are loc în prezența oxigenului. Aceasta se întâmplă cel mai des în natură. Organismele vii care folosesc oxigenul pentru a supraviețui se hrănesc cu corpul. Descompunerea anaerobă are loc în absența oxigenului. Aceasta ar putea fi o zonă în care corpul este îngropat în material organic și oxigenul nu poate ajunge la el. Acest proces de putrefacție are un miros neplăcut datorat hidrogenului sulfurat și materiei organice care conține sulf.

### Conservarea Naturală și Artificială
Descompunerea poate fi încetinită sau oprită prin diverse metode:
- Anaerobă vs Aerobă: Descompunerea aerobă are loc în prezența oxigenului, iar cea anaerobă în absența acestuia. Descompunerea anaerobă produce mirosuri neplăcute, precum hidrogen sulfurat.[40]

- Îmbălsămarea: Practica încetinește descompunerea prin uciderea bacteriilor sau fixarea proteinelor, prevenind astfel infecțiile bacteriene ulterioare. În condiții suficient de uscate, corpurile îmbălsămate se mumifică.[41][42][43][44]

- Conservarea în medii naturale: Într-un mediu uscat, un corp poate rămâne conservat timp de decenii, cum a fost cazul lui Medgar Evers, păstrat aproape intact după 30 de ani.[45] În turbării, corpurile pot fi conservate natural prin condițiile anoxice și reci specifice.[46][47][48][49][50][51]

### Importanța în științele medico-legale
Descompunerea corpurilor este studiată în cadrul științelor medico-legale, pentru a determina cauza și timpul morții:
- Tafonomia medico-legală: Analizează descompunerea pentru a estima intervalul post-mortem (PMI).
- Tanatologia medico-legală: Studiază indicii despre cauza morții din cadavru.
- Entomologia medico-legală: Analizează insectele și ciclul lor de viață pentru a estima timpul morții și posibilele mutări ale corpului.[52][53]
- Antropologia medico-legală: Analizează scheletele și rămășițele umane pentru a determina identitatea.[54][55]

Cercetările efectuate la fermele de cadavre, precum cea din Knoxville, Tennessee, studiază descompunerea în diverse condiții pentru a înțelege mai bine acest proces.

## Descompunerea plantelor

O piersică în descompunere pe o perioadă de șase zile. Fiecare cadru este la aproximativ 12 ore distanță, pe măsură ce fructul se usucă și devine acoperit cu mucegai.

Descompunerea materiei vegetale se desfășoară în mai multe etape distincte. Aceasta începe cu scurgerea prin apă, în care compușii de carbon cei mai solubili și ușor de pierdut sunt eliberați din țesuturi. Un alt proces inițial important este fragmentarea fizică a materialului vegetal în bucăți mai mici, ceea ce extinde suprafața disponibilă pentru colonizarea și atacul descompunătorilor. În cazul litierelor, procesul este realizat în mare parte de fauna nevertebrată saprofagă (detritivoră) prezentă în sol, în timp ce pe părțile vegetale aflate încă în picioare, descompunerea este influențată de organisme parazite, precum plantele parazite (ex. vâscul), insecte (ex. afide) și ciuperci (ex. polipori) care contribuie la acest proces atât direct, cât și indirect, prin efecte de cascada trofică.
În etapele ulterioare, detritusul vegetal (compus din celuloză, hemiceluloză, metaboliți microbieni și lignină) suferă modificări chimice cauzate de acțiunea microbiană. Rata descompunerii diferă pentru fiecare tip de compus, fiind influențată de structura chimică a acestora. Lignina, de exemplu, component esențial al lemnului, este relativ rezistentă și poate fi descompusă doar de anumite ciuperci, cum sunt cele de putrezire albă.
Descompunerea lemnului este un proces complex, în care ciupercile joacă un rol crucial, transportând nutrienți din mediul exterior către lemnul sărac în substanțe nutritive. Această îmbogățire permite insectelor saproxilice să prospere și, astfel, să contribuie la descompunere și ciclul nutrienților pe solul pădurii. Lignina, având o structură chimică complexă, încetinește rata de descompunere microbiană. Căldura, însă, poate crește viteza de descompunere a plantelor, indiferent de compoziția lor.
În ecosistemele de pajiști, agenții principali de descompunere includ incendii naturale, animale detritivore (precum termite și mamifere erbivore) și mișcarea fizică a animalelor printre plante. Bacteriile și ciupercile intervin mai ales în descompunerea finală.
Descompunerea implică eliberarea constantă de dioxid de carbon, contribuind cu peste 90% din dioxidul de carbon anual eliberat în atmosferă.

## Descompunerea alimentelor

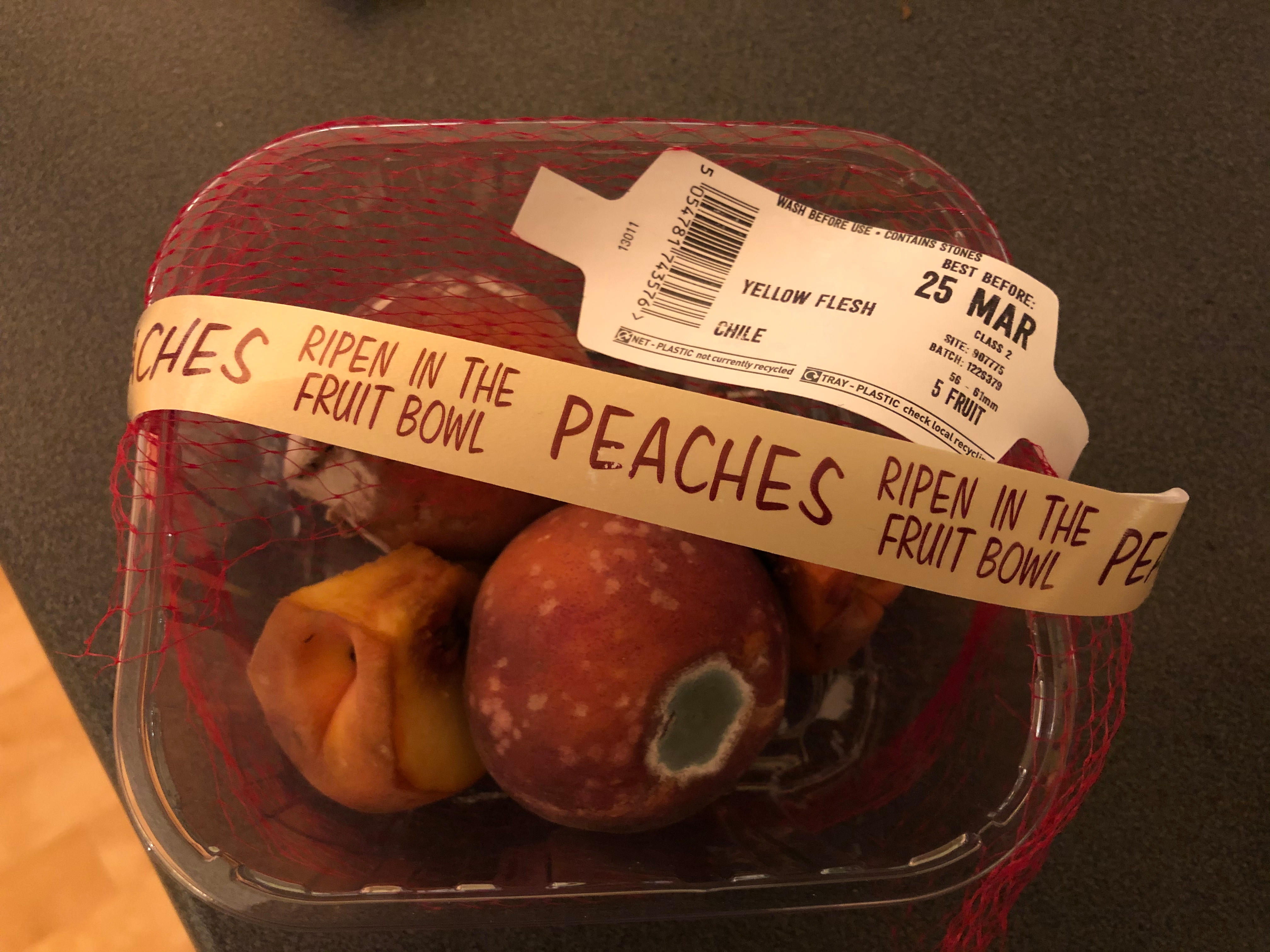
O caserolă de piersici putrezite.

Descompunerea alimentelor de origine vegetală sau animală este cunoscută ca stricarea alimentelor și este un subiect important în știința alimentelor. Descompunerea poate fi încetinită prin metode de conservare, iar fără tratamente, stricarea cărnii începe în câteva ore sau zile, făcând-o nesigură pentru consum. Stricarea este cauzată de bacterii și ciuperci prezente pe animal, pe echipamentele de manipulare și pe persoane. Prin respectarea unor reguli stricte de igienă, conservare și depozitare, carnea poate fi păstrată comestibilă pe perioade mai lungi.
Microorganismele implicate în stricarea alimentelor includ bacterii, mucegaiuri și drojdii, care prosperă în condiții de umiditate și temperaturi adecvate. În condiții neprietenoase, aceste bacterii formează spori, așteptând momentul favorabil pentru a relua reproducerea. Rata descompunerii variază în funcție de factori abiotici, precum umiditatea, temperatura și tipul de sol. De asemenea, descompunerea este influențată de starea materiei organice în lanțul trofic anterior.

## Rata de descompunere
Rata de descompunere este influențată de trei factori principali: mediul fizic (temperatură, umiditate, proprietăți ale solului), cantitatea și calitatea materialului mort disponibil pentru descompunători și structura comunității microbiene.
Rata este mai scăzută în condiții de umiditate sau uscăciune excesivă. Umiditatea solului reduce nivelul de oxigen, încetinind descompunerea. Solurile acide și cele bogate în minerale argiloase au tendința de a încetini rata de descompunere datorită capacității argilei de a reține apă, reducând oxigenul disponibil. Activitățile umane, cum ar fi aratul, cresc descompunerea prin oxigenare și expunerea materiei organice.
Materialul labil (ex., zaharurile și aminoacizi) se descompune rapid, în timp ce compuși mai rezistenți, cum ar fi lignina, încetinesc procesul. Odată ce materialul organic îmbătrânește, calitatea sa scade, lăsând în urmă un material recalcitrant, numit humus.